# How Stands the Glass Around

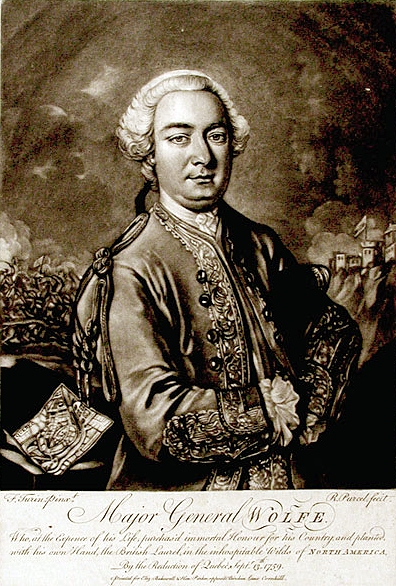
Major General Wolfe, posthumes Idealporträt

How Stands the Glass Around, auch General Wolfe’s Song genannt, ist ein englischsprachiges Volkslied. Der Text bringt das Leid von Soldaten zum Ausdruck, weshalb das Lied vor allem bei Armeeangehörigen beliebt war. Behandelt werden etwa die Hilflosigkeit im Krieg und die im Militär verlangte Tapferkeit, aber auch das „Ertränken“ von Angst und Schmerz mit Alkohol.

## Hintergrund
Einem Mythos zufolge soll das Lied von James Wolfe vor der Schlacht auf der Abraham-Ebene im Jahr 1759 geschaffen worden sein, woher auch der Name General Wolfe’s Song rührt. Tatsächlich war das Lied schon Jahrzehnte vor der besagten Schlacht im Umlauf; weshalb Wolfe höchstens dessen Abänderung oder einfach nur das Singen zugeordnet werden kann. Der Komponist und Musikprofessor Sir Henry Rowley Bishop (1786 – 1855) verfügte über ein Notenblatt aus dem Jahr 1710 und ging davon aus, dass der besagte Mythos von einem Musikhändler erfunden wurde. Dieser soll auch den ersten Vers („How stands the glass around…“) ergänzt haben. In einer Balladenoper von Thomas Odell aus dem Jahr 1729 findet sich ein Alternativtext mit Verweis auf die Volksweise:

“Why, charmer, why
Shou'd you refuse the courted bliss
Why, charmer, why
Your sex are to comply
The joys I share
Promote your husband to his wish
And are to spare
Then what need you care
Besides, you know, my dear, he will
Have neighbours fare”

## Text
Englischer Text:

How stands the glass around

For shame, ye take no care, me boys

How stands the glass around

Let mirth and wine abound

The trumpets sound

The colours, they are flying, boys

To fight, kill or wound

May we still be found

Content with our hard fare, me boys

On the cold ground

Why, soldiers, why

Should we be melancholy, boys

Why, soldiers, why

Whose business ’tis to die

What sighing fie

Damn fear, drink on, be jolly boys

’Tis he, you and I

Cold, hot, wet or dry

We’re always bound to follow, boys

And scorn to fly

’Tis but in vain

I mean not to upbraid you, boys

’Tis but in vain

For soldiers to complain

Should next campaign

Send us to Him who made us, boys

We’re free from pain

But should we remain

A bottle and kind landlady

Cures all again

Deutsche Übersetzung:

Was steht das Glas herum

Habt keine falsche Scham, Jungs

Was steht das Glas herum

Lasst Heiterkeit und Wein walten

Die Trompeten erklingen

Die Fahnen, sie wehen, Jungs

Zum Kämpfen, Töten oder Verletzen

Möge man uns trotzdem finden

Zufrieden mit unserem harten Weg, Jungs

Auf dem kalten Boden

Warum, Soldaten, warum

Sollten wir melancholisch sein, Jungs

Warum, Soldaten, warum

Deren Geschäft es ist zu sterben

Pfui diesem Seufzen

Vergesst die Angst, trinkt weiter, seid fröhlich Jungs

Er, du und ich sind es

Kalt, heiß, nass oder trocken

Wir sind immer zum Folgen verpflichtet

Und verachten das Fliehen

Nichts als unnütz

Ich will euch nicht rügen, Jungs

Nichts als unnütz

Für Soldaten zu jammern

Sollte der nächste Feldzug

Uns zu Ihm schicken, der uns gemacht hat

Sind wir frei von Schmerz

Aber sollten wir bleiben

Eine Flasche und eine nette Wirtin

Heilen alles wieder

## Weiterverwendung
- Der Komponist William Shield bediente sich des Liedes für seine Oper Siege of Gibraltar.[1][2]
- Die Sonate Siege of Quebec von William de Krifft wird mit der Melodie von How Stands the Glass Around eröffnet.[5]
- Die Band Wilderun schuf ein Metal-Arrangement des Volksliedes.[6]

## Trivia
- Ein im Jahr 1955 veröffentlichter Artikel argumentiert, dass es sich bei How Stands the Glass Around um das Lieblingslied von Alexander Hamilton gehandelt haben könnte.[3]
- Alexander Graydon zitiert das Lied in seinen Memoiren.[7][2]